# Вардадзор (Аскеран)
Вардадзор (вірм. Վարդաձոր), Пірджамал (азерб. Pircamal) — село у Аскеранському районі Азербайджанської Республіки. Село розташоване на південний схід від Аскерана, неподалік від сіл Нахіджеванік та Кятук. Сусіднє село Аранзамін підпорядковується Вардадзорській сільській раді.

## Історія
У 1921 р. населення села становило 696 осіб, усі вірмени, у 2005 р. — 223 осіб.

## Пам'ятки
В селі розташована церква Св. Аствацацін (XIX ст.), кладовище (XVIII-XIX ст.), джерело (XIX ст.) та святиня «Наатак» (XVII-XVIII ст.).